# 1812年宪法大桥
1812年宪法大桥（西班牙語：Puente de la Constitución de 1812），又称拉佩帕大桥（西班牙語：Puente de La Pepa），是西班牙一座跨海公路桥梁，跨越加的斯湾，连接加的斯与雷亚尔港。大桥于2007年开始建设，2015年9月24日启用。

## 概况

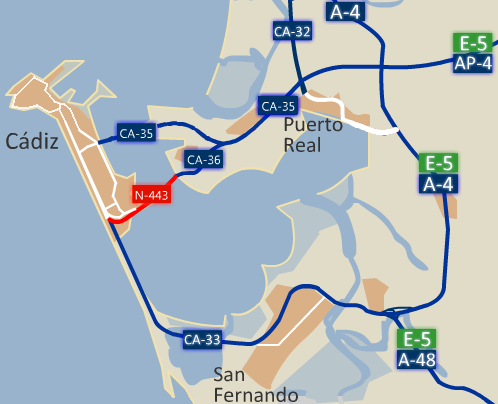
1812年宪法大桥（CA-35）及另外两条连接加的斯的道路

该桥是继卡兰萨大桥之后，第二座连接加的斯与大陆之间的桥梁，因此，它也被称为“加的斯二桥”或“加的斯新通道”。大桥全长3,157（10,358英尺），主桥为双塔斜拉桥，主跨540（1,770英尺）。
大桥将成为CA-35高速公路进入加的斯的跨海通道，桥面设计为双向六车道，其中包括两条预留的公共有轨电车专用道，将会为城市提供高运量的交通服务。此前，进出城市的交通只能通过圣费尔南多附近的地峡和卡兰萨大桥。
大桥的东桥塔立于卡韦苏埃拉斯角（Punta de las Cabezuelas）一侧的陆地，高181（594英尺），西桥塔立于海中，高187（614英尺）。大桥由公路工程师哈维尔·曼特罗拉设计，工程原计划于2012年竣工，以纪念1812年西班牙宪法在加的斯起草200周年，但受到经济大衰退所导致的削减公共开支影响，工程被迫推迟了一年多。西班牙发展大臣安娜·帕斯托尔·胡利安曾经宣布，大桥工程将在2013年完成，但并未实现。

## 设计
1812年宪法大桥拥有多项领先的纪录：
- 桥梁及接线总长约5（3.1英里），其中桥梁长度3,157（10,358英尺），有1,655（5,430英尺）跨越海面，是西班牙最长的桥梁。
- 大桥主跨540（1,770英尺），超出卡洛斯·费尔南德斯·卡萨多工程师大桥100（330英尺），是西班牙主跨最长的斜拉桥，也是欧洲主跨第三长的斜拉桥，仅次于法国的诺曼底大桥和希腊的里翁-安迪里翁大桥。
- 桥面至海面高达69（226英尺），是欧洲桥面最高的跨海大桥之一。
- 桥塔最高达187（614英尺），比加的斯输电线塔高出29（95英尺）。

大桥及接线的设计行车速度为80千米/小时，总长4,580（15,030英尺），桥梁跨径组合如下：
- 加的斯侧（西）引桥：25米+7×75米
- 活动桥：150米
- 主桥：120+200+540+200+120米
- 雷亚尔港侧（东）引桥：1,183米